# 上蔡灵
上蔡灵是奥地利施蒂利亚州尤登堡县的一个市镇。总面积38.23平方公里，总人口915人，人口密度23.9人/平方公里（2005年）。